# Distrito de Chamrajnagar
Chamrajnagar (en canarés; ಚಾಮರಾಜನಗರ ) es un distrito de India, en el estado de Karnataka.
Comprende una superficie de 5.101 km².
El centro administrativo es la ciudad de Chamrajanagar.

## Demografía
Según censo 2011 contaba con una población total de 1.020.962 habitantes.